# Rudolf Zöhrer
Rudolf Zöhrer (28 marzo 1911 – 12 febbraio 2000) è stato un calciatore austriaco, di ruolo portiere.